# Ed Wild
Ed Wild ist ein britischer Kameramann.

## Leben
Ed Wild studierte Ölingenieurswissenschaften am Imperial College London. Während dieser Zeit arbeitete er bereits als Kameramann für Fotoshootings. Später konzentrierte er sich komplett auf seine Kamerakarriere und begann unter anderem als Assistent an mehrere Filmprojekten zu arbeiten. Er drehte Beiträge für die Serie Unser blauer Planet, mehrere Werbespots und einige Musikvideos. Mit der von Christopher Smith inszenierten Horrorkomödie Severance debütierte Wild 2006 als Kameramann für einen Langspielfilm.
2013 war Wild Kameramann des Volvo-Trucks-Werbespots The Epic Split, in dem Jean-Claude Van Damme einen Spagat zwischen zwei rückwärts fahrenden Trucks vollführte.

## Filmografie (Auswahl)
- 2006: Severance
- 2008: I Know You Know
- 2011: Powder Girl
- 2013: Enemies – Welcome to the Punch (Welcome to the Punch)
- 2013: Prisoners of the Sun
- 2016: London Has Fallen
- 2016: Collide
- 2018: He’s Out There
- 2019: Warrior (Fernsehserie, 6 Folgen)
- 2020: Da scheiden sich die Geister (Blithe Spirit)
- 2023: Der Pakt (Guy Ritchie’s The Covenant)
- 2024: The Ministry of Ungentlemanly Warfare
- 2025: Fountain of Youth